# Cyriel Van Overberghe
Cyriel Van Overberghe (Anversa, 4 maggio 1912 – Courtrai, 28 gennaio 1995) è stato un ciclista su strada belga.
Professionista dal 1936 al 1946, vinse dieci corse tra i professionisti, e ottenne un secondo posto nella Liegi-Bastogne-Liegi del 1939.

## Carriera
Il suo miglior risultato in un grande giro fu il decimo posto al Tour de France del 1939.

## Palmarès (parziale)
- 1936

Tour du Morbihan
Giro di Dunkerque
Lilla-Bruxelles-Lilla
Grand Prix De Hoboken
- 1939

Paris-Saint'Etienne

## Piazzamenti

### Grandi Giri
- Tour de France

1936: 26º
1939: 10º
- Giro d'Italia

1939: ritirato

### Classiche monumento
- Giro delle Fiandre

1937: ritirato
1938: 23°
1939: ritirato
- Parigi-Roubaix

1939: 41º
- Liegi-Bastogne-Liegi

1938: 28°
1939: 2º